# J. Cole
Jermaine Lamarr Cole (Frankfurt, 28 de janeiro de 1985), mais conhecido simplesmente como J. Cole, é um rapper e produtor norte-americano nascido na Alemanha. 
Cole recebeu reconhecimento em 2007, após o lançamento de seu primeiro mixtape The Come Up. Logo após esse lançamento, ele foi apresentado ao rapper americano Jay-Z e, posteriormente, assinou contrato com a sua gravadora Roc Nation.

## Biografia

### 1985-2010: Inicio da vida e carreira
Aos 8 meses de idade, ele, sua mãe e seu imão mais velho, 
Cole nasceu no Hospital Geral de uma base do Exército dos Estados Unidos em Frankfurt, na Alemanha, onde seu pai, que é afro-americano, servia ao Exército. Sua mãe, que é americana, nascida em  Michigan e branca, era funcionária do Serviço Postal dos Estados Unidos. Aos 8 meses, ele, sua mãe e seu irmão mais velho, Zach, mudaram-se  para Fayetteville (Carolina do Norte), onde foi criado por sua mãe, com uma tia e um primo. Seu pai deixou a família quando Cole ainda era jovem.
Começou a fazer rap aos 12 anos de idade, e passou a levar a música mais a sério aos 15. Entrou em um grupo de rap local chamado Bomm Sheltuh, que incluía rappers Nervous Reck e FilthE Ritch. Em torno deste tempo, acrescentou a produção de músicas ao seu repertório e seu nome artístico era Therapist (Terapeuta).
Inspirado em sua maioria por rappers Canibus e Eminem, Cole desenvolveu um amor para contar histórias em suas letras. Logo depois de se formar, Cole lançou sua primeira mixtape , The Come Up (2007). A mixtape foi bem recebida, mas não foi seguido por um significativo reconhecimento. Conheceu o rapper Jay-Z e assinou com a gravadora Roc Nation. Posteriormente ele apareceu no álbum The Blueprint 3 de Jay-Z na faixa A Star Is Born. Ele lançou sua segunda mixtape, The Warm Up , em 15 de Junho de 2009. Ele ainda apareceu em colaborações nos mixtapes de B.o.B e Jay Electronica.

### 2011-2013: primeiros álbuns
Seu primeiro álbum, Cole World: The Sideline Story, foi lançado a 27 de Setembro de 2011 pela editora discográfica Roc Nation. Alcançou a primeira posição na tabela musical Billboard 200, com 218 mil cópias vendidas na sua semana de estreia. O álbum vendeu mais de 500 mil cópias e foi certificado de ouro pela RIAA. e revelou os singles Work Out e Can't Get Enough.
Em 24 de outubro de 2011, durante uma entrevista com Rise & manhã Moer espectáculo Hot 106 da, Cole revelou que ele tinha começado a trabalhar em seu segundo álbum de estúdio, com a esperança de liberá-lo em junho de 2012.
Em 14 de fevereiro de 2013, Cole lançou o primeiro single do álbum. Power Trip com o cantor de R&B Miguel. O álbum Born Sinner foi lançado a 10 de Setembro de 2013 através da Dreamville, Roc Nation e Columbia Records. Conta com a participação dos artistas Miguel, Kendrick Lamar, TLC, 50 Cent, entre outros. O disco alcançou a primeira posição da Billboard 200 dos Estados Unidos com 98 mil cópias vendidas, após três semanas no segundo lugar e mais de 439 mil unidades vendidas no total.

## Discografia

### Álbuns de estúdio
- Cole World: The Sideline Story (2011)
- Born Sinner (2013)
- 2014 Forest Hills Drive (2014)
- 4 Your Eyez Only (2016)
- KOD (2018)
- The Off-Season (2021)
- The Fall Off (TBD)

| Ano                                                                         | Álbum | Melhores posições | Melhores posições | Melhores posições | Melhores posições | Vendas           |
| Ano                                                                         | Álbum | EUA               | R&B/Hip Hop       | Rap               | CAN               | Vendas           |
| --------------------------------------------------------------------------- | --- | ----------------- | ----------------- | ----------------- | ----------------- | ---------------- |
| 2011                                                                        | Cole World: The Sideline Story - Lançamento: 28 de junho de 2011 - Gravadora(s): Roc Nation - Formato(s): CD, download digital                          | 1                 | 1                 | 1                 | 4                 | - EUA: 600.000   |
| 2013                                                                        | Born Sinner - Lançamento: 27 de julho de 2013 - Gravadora(s): Roc Nation - Formato(s): CD, download digital                                             | 1                 | 1                 | 1                 | 2                 | - EUA: 700.000   |
| 2014                                                                        | 2014 Forest Hills Drive - Lançamento: 9 de dezembro de 2014 - Gravadora(s): Roc Nation - Formato(s): CD, download digital                               | 1                 | 1                 | 1                 | 3                 | - EUA: 500.000   |
| 2016                                                                        | 4 Your Eyez Only - Lançamento: 9 de dezembro de 2016 - Gravadora(s): Dreamville, Roc Nation, Interscope - Formato(s): CD, LP, cassete, download digital | 1                 | 1                 | 1                 | 1                 | - EUA: 1,000,000 |
| 2018                                                                        | KOD - Lançamento: 20 de abril de 2018 - Gravadora(s): Dreamville, Roc Nation, Interscope - Formato(s): CD, LP, download digital                         | 1                 | 1                 | 1                 | 1                 | - EUA: 1,131,000 |
| 2021                                                                        | The Off-Season - Lançamento: 14 de maio de 2021 - Gravadora(s): Dreamville, Roc Nation, Interscope - Formato(s): CD, LP, download digital               | 1                 | 1                 | 1                 | 1                 |                  |
| TBD                                                                         | The Fall Off - Lançamento: TBD - Gravadora(s): Dreamville, Roc Nation, Interscope - Formato(s): CD, LP, download digital                                | A ser lançado     | A ser lançado     | A ser lançado     | A ser lançado     | A ser lançado    |
| "—" Denota álbuns que não entraram na parada ou não foram lançados no país. | |                   |                   |                   |                   |                  |

### Mixtapes
- The Come Up (2007)
- The Warm Up (2009)
- Friday Night Lights (2010)
- It's a Boy (2021)